# Rainmeter
Rainmeter es una herramienta de personalización de escritorio libre y de código abierto para Windows, publicada bajo la licencia GPLv2. Permite a los usuarios crear y visualizar widgets de escritorio personalizables o applets personalizables generados por el usuario llamados "pieles" (skins) que muestran información. Las colecciones de pieles listas para usar se pueden descargar e instalar en paquetes conocidos como "suites".
Las funcionalidades comunes de las pieles de Rainmeter incluyen relojes de escritorio, lectores de RSS, monitores de sistema, widgets de clima, lanzadores de aplicaciones y reproductores de audio.

## Desarrollo
El proyecto Rainmeter fue originalmente fundado por Kimmo 'Rainy' Pekkola, el desarrollador de Rainlendar, en 2001.

## Uso
Las máscaras de Rainmeter están escritas en el código Rainmeter usando un editor de texto y almacenadas como archivos de configuración INI. Los valores de los recursos del sistema y otra información, como el clima o la hora, se almacenan a través de valores de "medida" dentro de una piel, que luego se pueden mostrar a través de diferentes tipos de elementos visuales personalizables llamados "medidores".

## Recepción
CNET le dio a Rainmeter un 4 de 5 estrellas. Elogió la flexibilidad del software, la amplia variedad de temas y la "comunidad entusiasta", al tiempo que señaló que el programa "no es tan intuitivo como podría ser".
Softpedia otorgó a Rainmeter una calificación de 4 de 5 estrellas, citando sus exhaustivos tutoriales y el bajo uso de recursos del sistema, mientras criticaba la falta de compatibilidad entre plataformas.